# طواف هوت فار 2023
طواف هوت فار 2023 (بالفرنسية: Tour des Alpes-Maritimes et du Var 2023) هو سباق دراجات هوائية، وهو الموسم الخامس والخمسين من طواف هوت فار، وأقيم خلال الفترة من 17 فبراير 2023، وحتى 19 فبراير 2023 ضمن سباقات طواف أوروبا للدراجات 2023.
فاز بالمركز الأول وفي ترتيب النقاط للشباب Kévin Vauquelin ‏، وفاز بالمركز الثاني Aurélien Paret-Peintre ‏، وفاز بالمركز الثالث نيلسون بوولس، وفاز في ترتيب النقاط ماتياس سكجلموس جنسن، وفاز في ترتيب الفرق إف دي جي، وفاز في تصنيف الجبال ديفيد جودو.

## الفرق
| فرق عالمية (7)- AG2R Citroën Team - Arkéa-Samsic - Cofidis - Groupama-FDJ - Trek-Segafredo - EF Education-EasyPost - Team DSM فرق برو (4)- TotalEnergies - أونو اكس برو سايكلنج تيم 2023 ‏ - فريق الدراجات Q36.5 ‏ - بنجوال باوليز ساوكس دبليو بي ‏ فرق قارية (7)- Lotto Development Team ‏ - Van Rysel–Roubaix ‏ - إتش بي بي تي بي – أوبير 93 ‏ - Nice Métropole Côte d'Azur ‏ - CIC U Nantes Atlantique ‏ - XDS Astana Development Team ‏ - Leopard TOGT Pro Cycling ‏ |  |
| |  |

## المراحل
| قائمة المراحل | قائمة المراحل | قائمة المراحل                          | قائمة المراحل | قائمة المراحل | قائمة المراحل | قائمة المراحل           | قائمة المراحل    |
| المرحلة       | التاريخ       | الدورة                                 |               | المسافة (كم)  | الارتفاع      | الفائز بالمرحلة         | القائد العام     |
| ------------- | ------------- | -------------------------------------- | ------------- | ------------- | ------------- | ----------------------- | ---------------- |
| المرحلة 1     | 17 فبراير     | سانت رافاييل – راماتويال               | مرحلة جبلية   | 187           | 1935 م        | Kévin Vauquelin ‏        | Kévin Vauquelin ‏ |
| المرحلة 2     | 18 فبراير     | مانديليو لا نابول – أنتيب              | مرحلة جبلية   | 179           | 2538 م        | ماتياس سكجلموس جنسن     | Kévin Vauquelin ‏ |
| المرحلة 3     | 19 فبراير     | فيلفرانش سور مير – فينس، الألب الجبلية | مرحلة جبلية   | 139           | 2413 م        | Aurélien Paret-Peintre ‏ | Kévin Vauquelin ‏ |

## النتيجة

### مرحلة 1
هي مرحلة جبلية، أقيمت في 17 فبراير 2023، وامتدّت لمسافة 187 كيلومتر. فاز بالمركز الأول، وتصدر الترتيب العام في نهاية المرحلة Kévin Vauquelin ‏.

### مرحلة 2
هي مرحلة جبلية، أقيمت في 18 فبراير 2023، وامتدّت لمسافة 179 كيلومتر. فاز بالمركز الأول ماتياس سكجلموس جنسن، وتصدر الترتيب العام في نهاية المرحلة Kévin Vauquelin ‏.
| التصنيف العام | التصنيف العام            | التصنيف العام                 | التصنيف العام | التصنيف العام |
| العداء        | العداء                   | الفريق                        | الوقت         |               |
| ------------- | ------------------------ | ----------------------------- | ------------- | ------------- |
| 1             | Kévin Vauquelin ‏         | اركيا سامسيك                  | 8 س 29 د 13 ث |               |
| 2             | نيلسون بوولس             | EF Education-EasyPost         | + 7 ث         |               |
| 3             | Kevin Geniets ‏           | Groupama-FDJ                  | + 14 ث        |               |
| 4             | Aurélien Paret-Peintre ‏  | AG2R Citroën Team             | + 23 ث        |               |
| 5             | ماتياس سكجلموس جنسن      | تريك سيغافريدو                | + 27 ث        |               |
| 6             | أنتوني تورجيس            | TotalEnergies                 | + 39 ث        |               |
| 7             | ماركو تيزا               | بنجوال باوليز ساوكس دبليو بي ‏ | + 39 ث        |               |
| 8             | رومان بارديه             | Team DSM                      | + 39 ث        |               |
| 9             | Andrea Piccolo ‏          | EF Education-EasyPost         | + 39 ث        |               |
| 10            | Samuel Watson (cyclist) ‏ | Groupama-FDJ                  | + 39 ث        |               |
|               |                          |                               |               |               |
|               |                          |                               |               |               |

### مرحلة 3
هي مرحلة جبلية، أقيمت في 19 فبراير 2023، وامتدّت لمسافة 139 كيلومتر. فاز بالمركز الأول Aurélien Paret-Peintre ‏، وتصدر الترتيب العام في نهاية المرحلة Kévin Vauquelin ‏.

## المشاركون
| Arkéa-Samsic ARK | Arkéa-Samsic ARK     | Arkéa-Samsic ARK |
| ---------------- | -------------------- | ---------------- |
| م                | عداء                 | مرتبة            |
| 1                | كليمنت روسو          | 79               |
| 2                | ناصر بوهاني          | 78               |
| 3                | Kévin Vauquelin ‏     | 1                |
| 4                | Clément Champoussin ‏ | 26               |
| 5                | Donavan Grondin ‏     | 89               |
| 6                | ماكسيم بويه          | 45               |
| 7                | Alessandro Verre ‏    | 68               |

| Groupama-FDJ GFC | Groupama-FDJ GFC         | Groupama-FDJ GFC |
| ---------------- | ------------------------ | ---------------- |
| م                | عداء                     | مرتبة            |
| 11               | ديفيد جودو               | 7                |
| 12               | Kevin Geniets ‏           | 4                |
| 13               | رومان جريجوار            | 17               |
| 14               | رودي مولار               | 12               |
| 15               | كوينتين باشر             | 35               |
| 16               | تيبو بينو                | 14               |
| 17               | Samuel Watson (cyclist) ‏ | 56               |

| Cofidis COF | Cofidis COF         | Cofidis COF |
| ----------- | ------------------- | ----------- |
| م           | عداء                | مرتبة       |
| 21          | بنجامين توماس       | 32          |
| 22          | بريان كوكار         | 33          |
| 23          | بيت اليجارت         | 61          |
| 24          | دافيد سيمولاي       | 60          |
| 25          | Alexandre Delettre ‏ | 69          |
| 26          | Victor Lafay ‏       | 13          |
| 27          | أنتوني بيريز        | 9           |

| Trek-Segafredo TFS | Trek-Segafredo TFS | Trek-Segafredo TFS |
| ------------------ | ------------------ | ------------------ |
| م                  | عداء               | مرتبة              |
| 31                 | توم سكوجين         | 25                 |
| 32                 | جوليان برنارد      | 24                 |
| 33                 | داريو كاتالدو      | 51                 |
| 34                 | كيني إليسوند       | 21                 |
| 35                 | اليكس كيرش         |                    |
| 36                 | Mattias Skjelmose  | 5                  |

| AG2R Citroën Team ACT | AG2R Citroën Team ACT   | AG2R Citroën Team ACT |
| --------------------- | ----------------------- | --------------------- |
| م                     | عداء                    | مرتبة                 |
| 41                    | Franck Bonnamour ‏       | لم يكمل السباق-2      |
| 42                    | Mikaël Cherel ‏          | 23                    |
| 43                    | فيليكس غال              | 6                     |
| 44                    | Aurélien Paret-Peintre ‏ | 2                     |
| 45                    | Pierre Gautherat ‏       | 59                    |
| 46                    | Bastien Tronchon ‏       | 42                    |
| 47                    | كليمان فنتوريني         | 29                    |

| EF Education-EasyPost EFE | EF Education-EasyPost EFE | EF Education-EasyPost EFE |
| ------------------------- | ------------------------- | ------------------------- |
| م                         | عداء                      | مرتبة                     |
| 51                        | استيبان تشافيس            | 28                        |
| 52                        | جوناثان كايسيدو           | 52                        |
| 53                        | هيو كارثي                 | 15                        |
| 54                        | جيفرسون سيبيدا            | 47                        |
| 55                        | Andrea Piccolo ‏           |                           |
| 56                        | نيلسون بوولس              | 3                         |
| 57                        | جيمس شو                   | 46                        |

| Team DSM DSM | Team DSM DSM        | Team DSM DSM |
| ------------ | ------------------- | ------------ |
| م            | عداء                | مرتبة        |
| 61           | رومان بارديه        | 8            |
| 62           | Marco Brenner ‏      | 66           |
| 63           | Leon Heinschke ‏     | 91           |
| 64           | Lorenzo Milesi ‏     |              |
| 65           | Max Poole ‏          | 27           |
| 66           | Florian Stork ‏      |              |
| 67           | Henri Vandenabeele ‏ | 55           |

| Lotto Development Team ‏ LDD | Lotto Development Team ‏ LDD | Lotto Development Team ‏ LDD |
| --------------------------- | --------------------------- | --------------------------- |
| م                           | عداء                        | مرتبة                       |
| 71                          | Lennert Van Eetvelt ‏        | 18                          |
| 72                          | Ramses Debruyne ‏            | 50                          |
| 73                          | Joshua Giddings (cyclist) ‏  |                             |
| 74                          | Alec Segaert ‏               |                             |
| 75                          | Jarne Van de Paar ‏          |                             |
| 76                          | Lorenz Van de Wynkele ‏      |                             |
| 77                          | Jago Willems‏                | 64                          |

| TotalEnergies TEN | TotalEnergies TEN   | TotalEnergies TEN |
| ----------------- | ------------------- | ----------------- |
| م                 | عداء                | مرتبة             |
| 81                | Mathieu Burgaudeau ‏ | 39                |
| 82                | Fabien Doubey ‏      | 19                |
| 83                | Sandy Dujardin ‏     | 79                |
| 84                | Valentin Ferron ‏    | 31                |
| 85                | جوليان سيمون        | 34                |
| 86                | أنتوني تورجيس       |                   |
| 87                | الكسيس فويليرموز    | 30                |

| أونو-إكس موبيليتي ‏ UXT | أونو-إكس موبيليتي ‏ UXT      | أونو-إكس موبيليتي ‏ UXT |
| ---------------------- | --------------------------- | ---------------------- |
| م                      | عداء                        | مرتبة                  |
| 91                     | يوناس غريغارد               | 22                     |
| 92                     | Idar Andersen ‏              |                        |
| 93                     | Jacob Hindsgaul Madsen ‏     | 88                     |
| 94                     | Ådne Holter ‏                | 70                     |
| 95                     | Anders Halland Johannessen ‏ |                        |
| 96                     | Torstein Træen ‏             | 10                     |
| 97                     | Martin Urianstad ‏           | 43                     |

| فريق الدراجات Q36.5 ‏ Q36 | فريق الدراجات Q36.5 ‏ Q36 | فريق الدراجات Q36.5 ‏ Q36 |
| ------------------------ | ------------------------ | ------------------------ |
| م                        | عداء                     | مرتبة                    |
| 101                      | Negasi Haylu Abreha ‏     |                          |
| 102                      | Alessandro Fedeli ‏       | 57                       |
| 103                      | Cyrus Monk ‏              | 81                       |
| 104                      | Kamil Małecki ‏           | 63                       |
| 105                      | Tom Devriendt ‏           |                          |
| 106                      | توبياس لودفيجسون         | 40                       |
| 107                      | ماتيو موشيتي             | 80                       |

| بنجوال باوليز ساوكس دبليو بي ‏ BWB | بنجوال باوليز ساوكس دبليو بي ‏ BWB | بنجوال باوليز ساوكس دبليو بي ‏ BWB |
| --------------------------------- | --------------------------------- | --------------------------------- |
| م                                 | عداء                              | مرتبة                             |
| 111                               | ألكسيس غيران                      | 58                                |
| 112                               | جوليان ميرتينز ‏                   | 48                                |
| 113                               | Rémy Mertz ‏                       | 37                                |
| 114                               | Dimitri Peyskens ‏                 | 65                                |
| 115                               | ماركو تيزا                        | 16                                |
| 116                               | Aaron Van der Beken ‏              | 62                                |
| 117                               | Nathan Vandepitte ‏                | 96                                |

| Van Rysel–Roubaix ‏ GRL | Van Rysel–Roubaix ‏ GRL | Van Rysel–Roubaix ‏ GRL |
| ---------------------- | ---------------------- | ---------------------- |
| م                      | عداء                   | مرتبة                  |
| 121                    | Célestin Guillon ‏      | لم يكمل السباق-2       |
| 122                    | Maxime Jarnet ‏         | 54                     |
| 123                    | Maximilien Juillard ‏   | 53                     |
| 124                    | صموئيل لورو ‏           | 85                     |
| 125                    | FRA                    | 74                     |
| 126                    | كيني مولي              | لم يكمل السباق-2       |

| إتش بي بي تي بي – أوبير 93 ‏ AUB | إتش بي بي تي بي – أوبير 93 ‏ AUB | إتش بي بي تي بي – أوبير 93 ‏ AUB |
| ------------------------------- | ------------------------------- | ------------------------------- |
| م                               | عداء                            | مرتبة                           |
| 131                             | رودي باربير                     |                                 |
| 132                             | Romain Cardis ‏                  | 41                              |
| 133                             | Nicolas Debeaumarché ‏           |                                 |
| 134                             | Théo Delacroix ‏                 | لم يكمل السباق-2                |
| 135                             | Joris Delbove ‏                  |                                 |
| 136                             | أنتوني مالدونادو                |                                 |
| 137                             | Flavien Maurelet ‏               |                                 |

| Leopard TOGT Pro Cycling ‏ LTP | Leopard TOGT Pro Cycling ‏ LTP | Leopard TOGT Pro Cycling ‏ LTP |
| ----------------------------- | ----------------------------- | ----------------------------- |
| م                             | عداء                          | مرتبة                         |
| 141                           | ماتياس بريجنهوج ‏              | 11                            |
| 142                           | Oliver Knudsen ‏               | 87                            |
| 143                           | أندرياس ستوكبرو               | 49                            |
| 144                           | مادس أوسترغارد كريستنسن ‏      | 98                            |
| 145                           | إميل فينجبو                   |                               |
| 146                           | Cédric Pries ‏                 | 97                            |
| 147                           | Colin Heiderscheid ‏           | 95                            |

| XDS Astana Development Team ‏ AQD | XDS Astana Development Team ‏ AQD | XDS Astana Development Team ‏ AQD |
| -------------------------------- | -------------------------------- | -------------------------------- |
| م                                | عداء                             | مرتبة                            |
| 151                              | Nicolas Vinokurov ‏               | 92                               |
| 152                              | Harold Martín López ‏             | 38                               |
| 153                              | Alexander Winokurow              | 99                               |
| 154                              | يفغيني جيديتش                    | 93                               |
| 155                              | Daniil Pronskiy ‏                 | 73                               |
| 156                              | Andrey Remkhe ‏                   | 82                               |
| 157                              | أندري زيتز                       | 86                               |

| CIC U Nantes Atlantique ‏ UCN | CIC U Nantes Atlantique ‏ UCN | CIC U Nantes Atlantique ‏ UCN |
| ---------------------------- | ---------------------------- | ---------------------------- |
| م                            | عداء                         | مرتبة                        |
| 161                          | Jordan Jegat ‏                | 36                           |
| 162                          | Yaël Joalland ‏               | 77                           |
| 163                          | Léo Danès ‏                   |                              |
| 164                          | FRA                          | 84                           |
| 165                          | Robin Plamondon ‏             | 44                           |
| 166                          | Lucas Bourgoyne ‏             |                              |
| 167                          | ايمانويل مورين               |                              |

| Nice Métropole Côte d'Azur ‏ NMC | Nice Métropole Côte d'Azur ‏ NMC | Nice Métropole Côte d'Azur ‏ NMC |
| ------------------------------- | ------------------------------- | ------------------------------- |
| م                               | عداء                            | مرتبة                           |
| 171                             | Jonathan Couanon ‏               | 71                              |
| 172                             | FRA                             | 2                               |
| 173                             | Damien Girard (cyclist) ‏        | 83                              |
| 174                             | Jean Goubert ‏                   | 76                              |
| 175                             | FRA                             | 72                              |
| 176                             | (Wikidata:Q233)                 |                                 |
| 177                             | Maxime Urruty ‏                  | 75                              |

| Arkéa-Samsic ARK | Arkéa-Samsic ARK     | Arkéa-Samsic ARK |
| ---------------- | -------------------- | ---------------- |
| م                | عداء                 | مرتبة            |
| 1                | كليمنت روسو          | 79               |
| 2                | ناصر بوهاني          | 78               |
| 3                | Kévin Vauquelin ‏     | 1                |
| 4                | Clément Champoussin ‏ | 26               |
| 5                | Donavan Grondin ‏     | 89               |
| 6                | ماكسيم بويه          | 45               |
| 7                | Alessandro Verre ‏    | 68               |

| Groupama-FDJ GFC | Groupama-FDJ GFC         | Groupama-FDJ GFC |
| ---------------- | ------------------------ | ---------------- |
| م                | عداء                     | مرتبة            |
| 11               | ديفيد جودو               | 7                |
| 12               | Kevin Geniets ‏           | 4                |
| 13               | رومان جريجوار            | 17               |
| 14               | رودي مولار               | 12               |
| 15               | كوينتين باشر             | 35               |
| 16               | تيبو بينو                | 14               |
| 17               | Samuel Watson (cyclist) ‏ | 56               |

| Cofidis COF | Cofidis COF         | Cofidis COF |
| ----------- | ------------------- | ----------- |
| م           | عداء                | مرتبة       |
| 21          | بنجامين توماس       | 32          |
| 22          | بريان كوكار         | 33          |
| 23          | بيت اليجارت         | 61          |
| 24          | دافيد سيمولاي       | 60          |
| 25          | Alexandre Delettre ‏ | 69          |
| 26          | Victor Lafay ‏       | 13          |
| 27          | أنتوني بيريز        | 9           |

| Trek-Segafredo TFS | Trek-Segafredo TFS | Trek-Segafredo TFS |
| ------------------ | ------------------ | ------------------ |
| م                  | عداء               | مرتبة              |
| 31                 | توم سكوجين         | 25                 |
| 32                 | جوليان برنارد      | 24                 |
| 33                 | داريو كاتالدو      | 51                 |
| 34                 | كيني إليسوند       | 21                 |
| 35                 | اليكس كيرش         |                    |
| 36                 | Mattias Skjelmose  | 5                  |

| AG2R Citroën Team ACT | AG2R Citroën Team ACT   | AG2R Citroën Team ACT |
| --------------------- | ----------------------- | --------------------- |
| م                     | عداء                    | مرتبة                 |
| 41                    | Franck Bonnamour ‏       | لم يكمل السباق-2      |
| 42                    | Mikaël Cherel ‏          | 23                    |
| 43                    | فيليكس غال              | 6                     |
| 44                    | Aurélien Paret-Peintre ‏ | 2                     |
| 45                    | Pierre Gautherat ‏       | 59                    |
| 46                    | Bastien Tronchon ‏       | 42                    |
| 47                    | كليمان فنتوريني         | 29                    |

| EF Education-EasyPost EFE | EF Education-EasyPost EFE | EF Education-EasyPost EFE |
| ------------------------- | ------------------------- | ------------------------- |
| م                         | عداء                      | مرتبة                     |
| 51                        | استيبان تشافيس            | 28                        |
| 52                        | جوناثان كايسيدو           | 52                        |
| 53                        | هيو كارثي                 | 15                        |
| 54                        | جيفرسون سيبيدا            | 47                        |
| 55                        | Andrea Piccolo ‏           |                           |
| 56                        | نيلسون بوولس              | 3                         |
| 57                        | جيمس شو                   | 46                        |

| Team DSM DSM | Team DSM DSM        | Team DSM DSM |
| ------------ | ------------------- | ------------ |
| م            | عداء                | مرتبة        |
| 61           | رومان بارديه        | 8            |
| 62           | Marco Brenner ‏      | 66           |
| 63           | Leon Heinschke ‏     | 91           |
| 64           | Lorenzo Milesi ‏     |              |
| 65           | Max Poole ‏          | 27           |
| 66           | Florian Stork ‏      |              |
| 67           | Henri Vandenabeele ‏ | 55           |

| Lotto Development Team ‏ LDD | Lotto Development Team ‏ LDD | Lotto Development Team ‏ LDD |
| --------------------------- | --------------------------- | --------------------------- |
| م                           | عداء                        | مرتبة                       |
| 71                          | Lennert Van Eetvelt ‏        | 18                          |
| 72                          | Ramses Debruyne ‏            | 50                          |
| 73                          | Joshua Giddings (cyclist) ‏  |                             |
| 74                          | Alec Segaert ‏               |                             |
| 75                          | Jarne Van de Paar ‏          |                             |
| 76                          | Lorenz Van de Wynkele ‏      |                             |
| 77                          | Jago Willems‏                | 64                          |

| TotalEnergies TEN | TotalEnergies TEN   | TotalEnergies TEN |
| ----------------- | ------------------- | ----------------- |
| م                 | عداء                | مرتبة             |
| 81                | Mathieu Burgaudeau ‏ | 39                |
| 82                | Fabien Doubey ‏      | 19                |
| 83                | Sandy Dujardin ‏     | 79                |
| 84                | Valentin Ferron ‏    | 31                |
| 85                | جوليان سيمون        | 34                |
| 86                | أنتوني تورجيس       |                   |
| 87                | الكسيس فويليرموز    | 30                |

| أونو-إكس موبيليتي ‏ UXT | أونو-إكس موبيليتي ‏ UXT      | أونو-إكس موبيليتي ‏ UXT |
| ---------------------- | --------------------------- | ---------------------- |
| م                      | عداء                        | مرتبة                  |
| 91                     | يوناس غريغارد               | 22                     |
| 92                     | Idar Andersen ‏              |                        |
| 93                     | Jacob Hindsgaul Madsen ‏     | 88                     |
| 94                     | Ådne Holter ‏                | 70                     |
| 95                     | Anders Halland Johannessen ‏ |                        |
| 96                     | Torstein Træen ‏             | 10                     |
| 97                     | Martin Urianstad ‏           | 43                     |

| فريق الدراجات Q36.5 ‏ Q36 | فريق الدراجات Q36.5 ‏ Q36 | فريق الدراجات Q36.5 ‏ Q36 |
| ------------------------ | ------------------------ | ------------------------ |
| م                        | عداء                     | مرتبة                    |
| 101                      | Negasi Haylu Abreha ‏     |                          |
| 102                      | Alessandro Fedeli ‏       | 57                       |
| 103                      | Cyrus Monk ‏              | 81                       |
| 104                      | Kamil Małecki ‏           | 63                       |
| 105                      | Tom Devriendt ‏           |                          |
| 106                      | توبياس لودفيجسون         | 40                       |
| 107                      | ماتيو موشيتي             | 80                       |

| بنجوال باوليز ساوكس دبليو بي ‏ BWB | بنجوال باوليز ساوكس دبليو بي ‏ BWB | بنجوال باوليز ساوكس دبليو بي ‏ BWB |
| --------------------------------- | --------------------------------- | --------------------------------- |
| م                                 | عداء                              | مرتبة                             |
| 111                               | ألكسيس غيران                      | 58                                |
| 112                               | جوليان ميرتينز ‏                   | 48                                |
| 113                               | Rémy Mertz ‏                       | 37                                |
| 114                               | Dimitri Peyskens ‏                 | 65                                |
| 115                               | ماركو تيزا                        | 16                                |
| 116                               | Aaron Van der Beken ‏              | 62                                |
| 117                               | Nathan Vandepitte ‏                | 96                                |

| Van Rysel–Roubaix ‏ GRL | Van Rysel–Roubaix ‏ GRL | Van Rysel–Roubaix ‏ GRL |
| ---------------------- | ---------------------- | ---------------------- |
| م                      | عداء                   | مرتبة                  |
| 121                    | Célestin Guillon ‏      | لم يكمل السباق-2       |
| 122                    | Maxime Jarnet ‏         | 54                     |
| 123                    | Maximilien Juillard ‏   | 53                     |
| 124                    | صموئيل لورو ‏           | 85                     |
| 125                    | FRA                    | 74                     |
| 126                    | كيني مولي              | لم يكمل السباق-2       |

| إتش بي بي تي بي – أوبير 93 ‏ AUB | إتش بي بي تي بي – أوبير 93 ‏ AUB | إتش بي بي تي بي – أوبير 93 ‏ AUB |
| ------------------------------- | ------------------------------- | ------------------------------- |
| م                               | عداء                            | مرتبة                           |
| 131                             | رودي باربير                     |                                 |
| 132                             | Romain Cardis ‏                  | 41                              |
| 133                             | Nicolas Debeaumarché ‏           |                                 |
| 134                             | Théo Delacroix ‏                 | لم يكمل السباق-2                |
| 135                             | Joris Delbove ‏                  |                                 |
| 136                             | أنتوني مالدونادو                |                                 |
| 137                             | Flavien Maurelet ‏               |                                 |

| Leopard TOGT Pro Cycling ‏ LTP | Leopard TOGT Pro Cycling ‏ LTP | Leopard TOGT Pro Cycling ‏ LTP |
| ----------------------------- | ----------------------------- | ----------------------------- |
| م                             | عداء                          | مرتبة                         |
| 141                           | ماتياس بريجنهوج ‏              | 11                            |
| 142                           | Oliver Knudsen ‏               | 87                            |
| 143                           | أندرياس ستوكبرو               | 49                            |
| 144                           | مادس أوسترغارد كريستنسن ‏      | 98                            |
| 145                           | إميل فينجبو                   |                               |
| 146                           | Cédric Pries ‏                 | 97                            |
| 147                           | Colin Heiderscheid ‏           | 95                            |

| XDS Astana Development Team ‏ AQD | XDS Astana Development Team ‏ AQD | XDS Astana Development Team ‏ AQD |
| -------------------------------- | -------------------------------- | -------------------------------- |
| م                                | عداء                             | مرتبة                            |
| 151                              | Nicolas Vinokurov ‏               | 92                               |
| 152                              | Harold Martín López ‏             | 38                               |
| 153                              | Alexander Winokurow              | 99                               |
| 154                              | يفغيني جيديتش                    | 93                               |
| 155                              | Daniil Pronskiy ‏                 | 73                               |
| 156                              | Andrey Remkhe ‏                   | 82                               |
| 157                              | أندري زيتز                       | 86                               |

| CIC U Nantes Atlantique ‏ UCN | CIC U Nantes Atlantique ‏ UCN | CIC U Nantes Atlantique ‏ UCN |
| ---------------------------- | ---------------------------- | ---------------------------- |
| م                            | عداء                         | مرتبة                        |
| 161                          | Jordan Jegat ‏                | 36                           |
| 162                          | Yaël Joalland ‏               | 77                           |
| 163                          | Léo Danès ‏                   |                              |
| 164                          | FRA                          | 84                           |
| 165                          | Robin Plamondon ‏             | 44                           |
| 166                          | Lucas Bourgoyne ‏             |                              |
| 167                          | ايمانويل مورين               |                              |

| Nice Métropole Côte d'Azur ‏ NMC | Nice Métropole Côte d'Azur ‏ NMC | Nice Métropole Côte d'Azur ‏ NMC |
| ------------------------------- | ------------------------------- | ------------------------------- |
| م                               | عداء                            | مرتبة                           |
| 171                             | Jonathan Couanon ‏               | 71                              |
| 172                             | FRA                             | 2                               |
| 173                             | Damien Girard (cyclist) ‏        | 83                              |
| 174                             | Jean Goubert ‏                   | 76                              |
| 175                             | FRA                             | 72                              |
| 176                             | (Wikidata:Q233)                 |                                 |
| 177                             | Maxime Urruty ‏                  | 75                              |

## التصنيف العام النهائي
| التصنيف العام         | التصنيف العام           | التصنيف العام             | التصنيف العام  | التصنيف العام |
| العداء                | العداء                  | الفريق                    | الوقت          |               |
| --------------------- | ----------------------- | ------------------------- | -------------- | ------------- |
| 1                     | Kévin Vauquelin ‏        | اركيا سامسيك              | 11 س 37 د 58 ث |               |
| 2                     | Aurélien Paret-Peintre ‏ | AG2R Citroën Team         | + 7 ث          |               |
| 3                     | نيلسون بوولس            | EF Education-EasyPost     | + 10 ث         |               |
| 4                     | Kevin Geniets ‏          | Groupama-FDJ              | + 19 ث         |               |
| 5                     | ماتياس سكجلموس جنسن     | تريك سيغافريدو            | + 26 ث         |               |
| 6                     | فيليكس غال              | AG2R Citroën Team         | + 42 ث         |               |
| 7                     | ديفيد جودو              | Groupama-FDJ              | + 43 ث         |               |
| 8                     | رومان بارديه            | Team DSM                  | + 44 ث         |               |
| 9                     | أنتوني بيريز            | Cofidis                   | + 44 ث         |               |
| 10                    | Torstein Træen ‏         | أونو اكس برو سايكلنج تيم ‏ | + 44 ث         |               |
|                       |                         |                           |                |               |
| مصدر: ProCyclingStats |                         |                           |                |               |

## وصلات خارجية
- الموقع الرسمي
- لمحة عن سباق طواف هوت فار 2023 على موقع  ProCyclingStats   (برو  سايكلنج  ستاتس) - إحصاءات  محترفي  الدراجات.
- طواف هوت فار 2023 على موقع إحصائيات الدراجات الإحترافية (الإنجليزية)